# Могилевський Костянтин Вікторович
Костянтин Могилевський (22 травня 1953, Ворошиловград — 20 квітня 2020) — український художник, заслужений художник України, член Національної спілки художників України, член Національна спілка художників Хорватії, доцент кафедри монументально-декоративного і станкового мистецтва Київської державної академії декоративно-прикладного мистецтва і дизайну імені Михайла Бойчука. У академії викладав композицію, рисунок, здійснював роботу керівника студентських дипломних проектів.

## Біографія
У 1972 році закінчив живописне відділення Луганського державного художнього училища. У 1981 році з відзнакою закінчив Харківський художньо-промисловий інститут за спеціальністю монументально-декоративне мистецтво. Викладачі спецдисциплін: Б. В. Косарєв, О. Хмельницький, Є. Єгоров, О. Пронін.
З 1981 року працював як художник-монументаліст Луганського художнього виробничого комбінату. У 1988—1998 роках працював директором Луганського державного художнього училища.
У 1988 році Костянтин Могилевський став членом Національної спілки художників України. Працював як у галузі станкового живопису, так і в монументальному мистецтві. У доробку художника твори різних жанрів — пейзажі, портрети, натюрморти, вітражі, мозаїка, розписи і кераміка. Учасник вітчизняних і зарубіжних художніх виставок, творчих груп в Україні, Угорщині, Хорватії. Співзасновник художнього пленеру «Намальований Ірпінь». Виконав багато вітражів як в приватних, так і державних архітектурних ансамблях. Живописні роботи знаходяться в приватних колекціях України, Росії, Угорщини, Польщі, Австрії, Хорватії, Німеччини, Швейцарії, США.
20 квітня 2020 року після важкої хвороби Костянтин Могилевський помер. Похований у місті Буча.